# دورانغو (بسكاي)

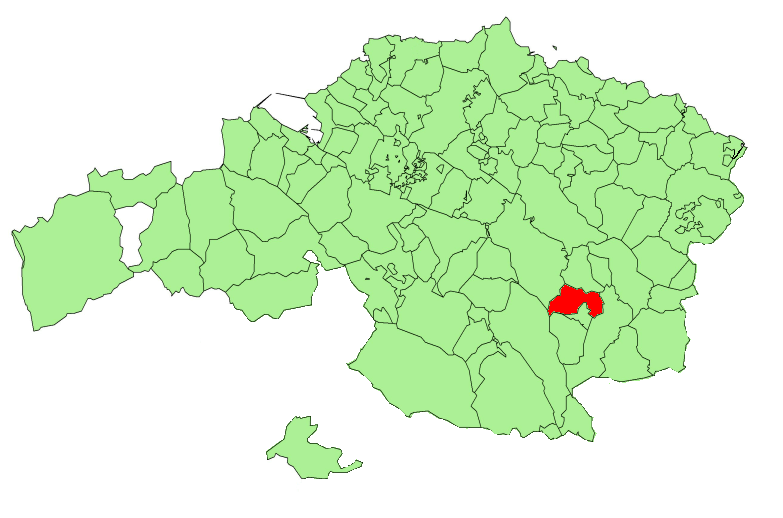
موقع البلدية

بلدية دورانغو (بالإسبانية: Durango)‏ هي بلدية تقع في مقاطعة بيسكاي, التي تقع في منطقة الباسك شمالي إسبانيا.

## أعلام
- خوان كارلوس ألونسو
- خوسيه رامون غاليغو
- زابيير كاستيلو
- إيناكي ألونسو
- أوسكار دي باولا

## وصلات خارجية
- (بالإسبانية)